# Édouard Michelin (1963–2006)
Édouard Michelin (ur. 13 sierpnia 1963 w Clermont-Ferrand, zm. 26 maja 2006) – francuski biznesmen, współprezes grupy Michelin, prawnuk Édouarda Michelina (1859–1940), założyciela firmy.
Studiował w prestiżowej francuskiej uczelni École centrale Paris. W 1985 roku został zatrudniony w firmie Michelin, początkowo bezpośrednio przy linii produkcyjnej. Ówczesnym szefem Michelin był jego ojciec François Michelin. Później został kierownikiem produkcji w oddziale firmy w Puy-en-Velay oraz kierownikiem zespołu w Montceau-les-Mines. W latach 1987–88 pełnił służbę wojskową na okręcie podwodnym. W 1989 powrócił do firmy tym razem już jako szef północnoamerykańskiej części koncernu Michelin North America.
W 1993 powrócił do Clermont-Ferrand, gdzie został współprezesem Michelin razem z ojcem François i współpracownikiem René Zingraffem. W 1999 na walnym zgromadzeniu akcjonariuszy został mianowany prezesem grupy Michelin. Za czasów jego prezesury zapowiedziano redukcję 7,5 tys. miejsc pracy, pomimo rosnących zysków firmy. W 2004 Édouard Michelin zaproponował zaprzestanie używania historycznej maskotki-symbolu firmy Bibendum, co spotkało się ze sprzeciwem akcjonariuszy spółki. W 2005 Michelin został wybrany do zarządu firmy Nokia.
Zmarł niespodziewanie 26 maja 2006 w nieznanych okolicznościach podczas rejsu łodzią rybacką w okolicach wyspy Île de Sein (wybrzeże Finistère). Przyczyną zgonu było utonięcie.